# Externalité

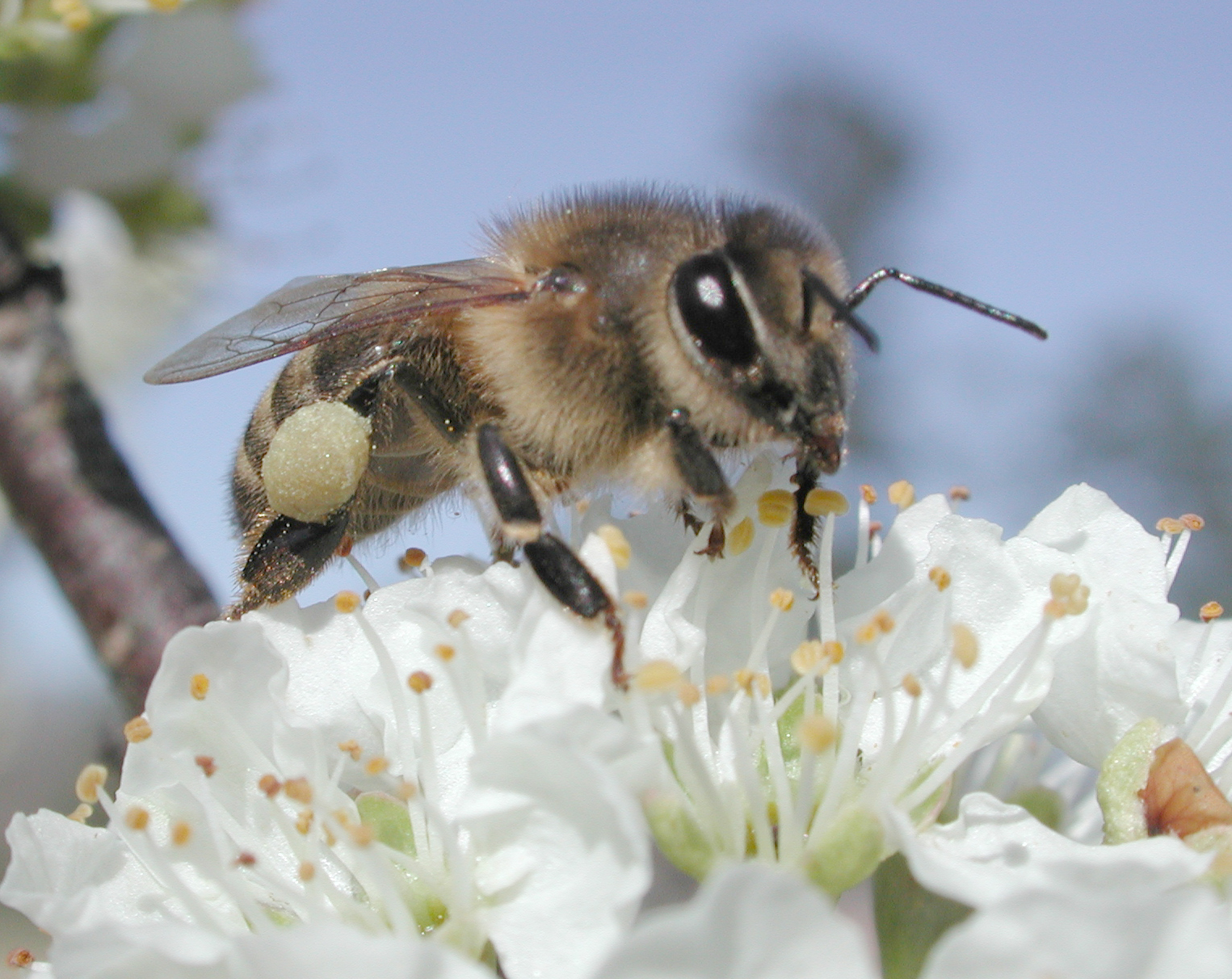
Un exemple de double externalité positive est celui de l'apiculteur et de l'arboriculteur, développé par James Meade.

L'externalité caractérise le fait qu'un agent économique crée, par son activité, un effet externe en procurant à autrui, sans contrepartie monétaire, une utilité ou un avantage de façon gratuite, ou au contraire une nuisance, un dommage sans compensation (coût social, coût écosystémique, pertes de ressources pas, peu, difficilement, lentement ou coûteusement renouvelables…).
De la sorte, un agent économique se trouve en position d'influer consciemment ou inconsciemment sur la situation d'autres agents, sans que ceux-ci soient parties prenantes à la décision : ces derniers ne sont pas forcément informés et/ou n'ont pas été consultés et ne participent pas à la gestion de ses conséquences par le fait qu'ils ne reçoivent (si l'influence est négative), ni ne paient (si l'influence est positive) aucune compensation.
En résumé : « Tout coûte mais tout ne se paie pas ».

## Exemples d'externalités

### Externalités négatives
Une externalité négative apparaît dès que la production ou la consommation d'un bien, d'une ressource ou d'un service nuit à une tierce partie ou à l'environnement (qui englobe toutes les parties) :
- exemples de coûts sociaux : travail dangereux (surtout quand il est sans contrepartie telle que prime de risque) ; trajet domicile-travail non payé, mobilité professionnelle ou précarité subie, discriminations, guerres[réf. nécessaire], effets sanitaires et sociaux des pollutions (voir ci-dessous)… ;
- exemples de coûts socio-écologiques : changement climatique, fumées, nuages toxiques, bruit, pollution lumineuse, encombrement, dégradation des sites et paysages, contribution à la crise de la biodiversité (disparition d'espèces, de populations et/ou d'habitats naturels, fragmentation écopaysagère), érosion et dégradation des sols, surexploitation du sous-sol et/ou de ressources, forestières, marines, génétiques[pas clair], etc.

L'analyse exhaustive des externalités — en particulier négatives — est délicate. Le risque de les omettre s'accroît quand elles sont masquées par un surcroît d'activité économique faussant le bilan apparent et global de l'événement en cause.
- Ainsi chaque accident routier induit un surplus d'activité — donc du PIB — via l'intervention des secours, la mise en œuvre des soins médicaux, les réparations (routières, automobile ou le rachat d'un véhicule, etc.). Mais par ailleurs, des dommages irréparables ont été occasionnés dont les effets ne sont pas ou mal comptabilisés : deuil des personnes disparues, prise en charge des handicaps, perte de compétence et d'expérience, etc.
- Ainsi la concentration d'animaux nécessitée par l'élevage intensif favorise au stade de l'éleveur une plus grande productivité et par suite un meilleur prix de revient de la fabrication de la viande. Mais — en aval — il ne faut pas méconnaître le fait que ce mode d'élevage augmente le risque d'occurrence de coûts non ou mal comptabilisés, comme ceux liés aux risques de pandémies (cf. les épisodes récents de grippe porcine, grippe aviaire, ou de l'ESB (syndrome de la vache folle) dont les coûts seront finalement payés par la collectivité qui les subit.
- Un cas historique d'externalité négative : au début du XXe siècle, des mines de cuivre s'installent dans la région de Ducktown, la technique utilisée à l'époque provoque des pluies acides qui rendent stériles les terres agricoles situées à proximité. Mais l'activité génère aussi des externalités positives sous forme d'emplois et de richesse dans la région. Appelée à se prononcer, la Cour Suprême du Tennessee a rendu en 1904 un arrêt célèbre qui préfigure le traitement moderne des externalités : elle reconnait la nuisance mais refuse de la faire cesser, au contraire elle autorise les mines à continuer leur activité à condition d'indemniser les victimes[3].
- Pour mieux évaluer, par des indicateurs pertinents, les effets de certaines politiques publiques, des chercheurs calculent les couts sociaux de molécules (gaz à effet de serre, ou dégradant la couche d'ozone par exemple, qui s'ils ne sont pas toxiques pour l'homme ou l'animal aux doses considérées, sont néanmoins environnementalement destructrices). C'est le cas par exemple du CO2 et du méthane (CH4)[4],[5] ou du protoxyde d'azote, dont les effets négatifs semblent avoir été sous-estimés[6].

### Externalités positives
- Implantation d'une activité au voisinage d'une autre qui bénéficie des synergies ou des effets induits par cette nouvelle proximité.
- Construction d'infrastructures d'équipement ou de transport dont la présence et la meilleure commodité d'usage accroissent la valeur des terrains riverains.
- Les compétences et connaissances d'un salarié se diffusant à ses autres collègues.

## Types d'externalités
- Typologie selon les effets économiques :

1. Les externalités positives (ou économies externes) désignent les situations où un acteur rend un service économique aux tiers sans être récompensé ;
2. Les externalités négatives (ou déséconomies externes) désignent les situations où un acteur défavorise économiquement des tiers sans compenser le dommage.

|        | Externalité positive | Externalité négative   |
| ------ | -------------------- | ---------------------- |
| Acteur | N'est pas compensé   | N'a pas à le supporter |
| Tiers  | N'a pas à payer      | N'est pas compensé     |

- Typologie selon l'acte économique :

1. Les externalités de production désignent l'amélioration ou la détérioration du bien-être ressenti par l'agent B, non indemnisé, à la suite d'une production de l'agent A ;
2. Les externalités de consommation désignent l'amélioration ou la détérioration du bien-être ressenti par l'agent B, non indemnisé, à la suite d'une consommation de l'agent A.

- Typologie selon la nature de l'acte économique :

1. Les externalités de flux désignent des situations où l'action économique constituant l'externalité est un flux (par exemple, un flux de pollution) ;
2. Les externalités de stock désignent des situations où l'action économique constituant l'externalité est un stock (par exemple, un stock de pollution).

### Externalités techniques
On parle d'externalité technique dans la production lorsque la fonction de production d'un acteur est modifiée par l'action d'un tiers.
Un exemple célèbre d'externalité positive double et réciproque est celui de l'apiculteur et de l'arboriculteur, développé par James Meade en 1952. L'apiculteur profite de la proximité de l'arboriculteur et obtient un miel de meilleure qualité qu'il peut vendre à meilleur prix sans coût supplémentaire pour lui. L'arboriculteur n'est pas payé pour le service indirect qu'il rend à l'apiculteur mais il profite gratuitement du service de pollinisation offert par les abeilles aux arbres fruitiers ; son rendement est amélioré sans recours à de coûteuses méthodes manuelles. La pollinisation aléatoire par les abeilles enrichit en outre la diversité génétique permettant à la flore de mieux résister aux stress et maladies. L'externalité est positive dans les deux sens.

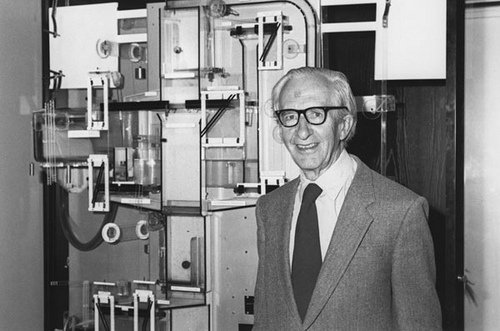
James Meade

Les externalités techniques peuvent être vues (Weber 1997) comme la conjonction de deux caractéristiques : la production jointe et la non-exclusion possible du bien.
Par production jointe, on entend le fait que le processus de production d'un bien entraîne la production d'autres biens, ou sous-produits. On parle d'externalité parce qu'à la production visée du premier produit, s'ajoute celle d'un sous-produit, qui elle, n'est pas forcément voulue.
Par non-exclusion, on se réfère au fait qu'il n'est pas possible d'empêcher la consommation ou la production du bien secondaire en question.

### Externalités pécuniaires
Il y a externalité pécuniaire quand les coûts d'achat ou de vente d'un acteur sont modifiés par l'action d'un tiers. Concernant la production, on dira qu'une externalité pécuniaire modifie non pas la fonction de production, mais la fonction de coûts (Scitovsky 1954).
Ce type d'externalités, très courant, peut être illustré par les investissements dans un secteur, par exemple l'acier, qui ont pour effet de diminuer le prix du bien produit et donc de diminuer les coûts d'un autre secteur, par exemple les constructeurs de chemin de fer, ce qui peut en retour augmenter sa demande d'acier qui amènera de nouveaux investissements et ainsi de suite. Les économistes du développement industriel se sont beaucoup interrogés sur ce type de dynamique dans le choix des investissements dans les pays en développement. Hirschmann notamment a développé toute une analyse de l'industrie en se basant sur l'étude des liens amonts ou avals entre secteurs.

### Externalités technologiques
Proches des externalités techniques, les externalités technologiques ont pour effet de modifier la productivité (production par unité de facteurs) totale des facteurs et donc de modifier potentiellement la fonction de production individuelle de chaque firme (Antonelli 1995).
Une partie des apports du progrès scientifique global sont des externalités censées profiter à tous sans que chacun ait à en subir directement les frais.
Le logiciel libre produit des externalités positives (S. Weber 2006) (et aussi étudié par Jean Tirole).

### Externalité de position
Il y a externalité de position quand l'utilité que l'acteur tire d'un bien dépend de l'utilité que les autres consommateurs tirent du même bien, et surtout de la position de l'acteur par rapport aux autres dans la possession du bien.
L'exemple le plus classique en est celui des biens de luxe : la satisfaction tirée de leur possession dépend en grande partie du fait que les autres possèdent ou non le même bien, le fait d'être le seul ou parmi un groupe relativement réduit de possesseurs augmentant le plaisir retiré. Cette différence de valeur due au fait que peu de personnes possède un certain bien est nommée « effet de snobisme », avec lequel le nombre de personnes possédant un bien et la satisfaction due à la possession de ce bien sont négativement corrélés (moins il y a de personnes possédant ce bien, plus je serai satisfait), et ce indépendamment de la satisfaction intrinsèque liée à l'usage du bien. Frank (1985, 1991, 2003) est un des auteurs qui se sont le plus penchés sur la question de l'effet de snobisme, tandis que Mason (2000) propose une revue du sujet.
Un autre exemple, symétrique à l'effet de snobisme, est « l'effet d'imitation » ; quand le nombre de personnes possédant un bien et la satisfaction due à la possession de ce bien sont positivement corrélés (plus il y a de personnes possédant ce bien, plus je serai satisfait), et ce indépendamment de la satisfaction intrinsèque liée à l'usage du bien. C'est le cas, par exemple, pour certains biens que l'on achète pour « être à la mode », « suivre la tendance »…

### Externalité d'adoption
Il y a externalité d'adoption, ou « effet de réseau », quand le fait que d'autres personnes font la même action accroît l'utilité/valeur de l'action, autrement dit, la valeur du produit dépend de son nombre d'utilisateurs.
C'est le cas par exemple quand un standard informatique est adopté (exemple : système d'exploitation). Plus il y a d'utilisateurs d'un système d'exploitation, plus il y a de programmes et de documentation faits pour ce système, ce qui amène d'autres utilisateurs, et ainsi de suite. On a là une logique de cercle vertueux.
Le phénomène d'externalité d'adoption permet d'expliquer le fait que le produit le plus utilisé sur un marché ne soit pas le plus utilisé parce qu'il est le meilleur en comparaison de ses concurrents, mais simplement parce qu'il regroupe plus d'utilisateurs. La persistance des claviers classiques de type AZERTY, inventé pour répondre aux contraintes des machines à écrire à barre, face au clavier DVORAK, qui est basé sur la fréquence d'utilisation des touches, est un des exemples cités. Bien que meilleur, car il permet d'écrire bien plus vite, le clavier DVORAK n'a pu supplanter son moins bon concurrent AZERTY, car l'AZERTY était utilisé partout. [réf. nécessaire]
Arthur (1989) note que dans ce type de situation, le marché ne conduit pas à la meilleure solution, et que dès lors l'intervention de l'État peut être légitime.

## Externalités et théorie économique
La notion d'externalité est au cœur du débat sur le rôle respectif de l'État et du marché. L'État peut avoir une légitimité à corriger certaines externalités mais les modalités de ces interventions peuvent diverger suivant les courants de pensée.

### Thèse des économistes libéraux
Pour les économistes libéraux et la théorie néoclassique en particulier, la présence d'externalité révèle une défaillance du marché dans la mesure où le prix de marché se trouve être faussé et n'est plus capable de refléter et de déterminer à lui seul l'ensemble des coûts/bénéfices engendrés. Il s'ensuit que l'équilibre auquel le marché conduit n'est plus un optimum de Pareto (améliorer la situation d'un agent conduit à désavantager celle, au moins, d'un autre agent), du fait de la différence entre coûts ou bénéfices des participants au marché et de la société en général. Les conséquences des externalités sont donc :
1. Si l'action (consommation/production) génère des externalités négatives : Les coûts globaux sont sous-estimés, les bénéfices sur-estimés, et l'action indument stimulée (et les externalités négatives avec !). Autrement dit, l'avantage individuel est supérieur à l'avantage collectif[17]. Pour expliciter ce propos, Yves Croissant et Patricia Vornetti donnent l'exemple de la pollution[17]. Les hypothèses sont les suivantes (les montants et le nombre des unités produites ne sont pas ceux donnés par les auteurs)[17]. Le prix de vente unitaire est fixé à 100 euros[17]. Les coûts unitaires supplémentaires sont croissants et sont respectivement de 80, 85, 90, 95, 100 et 105 euros pour les six premières unités produites[17]. La lésion causée au voisin de l'usine est estimé à 5 euros pour chaque unité produite[17]. Dans le cadre de l'équilibre néoclassique, le bénéfice est maximum tant que le coût de chaque unité supplémentaire produite ne dépasse pas son prix de vente[17]. L'équilibre de l'entreprise (individuel ou privé) si situe au niveau de la cinquième unité[17]. Son coût égalise son prix de vente[17]. Toutes les unités postérieures coûtent plus qu'elles n'apportent à l'entreprise[17]. Or, à ce prix la collectivité est perdante. La cinquième lui coûte (100 + 5) plus qu'elle ne lui apporte (100)[17]. L'équilibre social est situé au niveau de la quatrième unité. Elle lui coûte exactement (95 + 5, soit 100 euros) ce qu'elle lui apporte (100)[17] ;
2. Si l'action génère des externalités positives : Les coûts globaux sont sur-estimés, les bénéfices sous-estimés et l'action est découragée. Ce cas de défaillance du marché libre ne permet pas de faire correspondre l'optimum individuel ou privé de l'action de chacun à l'optimum social[18]. Ce dernier est jugé supérieur au premier[18]. L'exemple d'une plantation verte permet d'illustrer cette divergence[18]. Une copropriété est composée de trois habitants[18]. Le coût de plantation d'un arbre est de 70 euros[18]. Les valeurs perçues (ou les utilités) pour les dix premiers arbres sont respectivement de 95, 89, 79, 75, 70, 65, 60, 23 1/3, 20 et 15[18]. Tant que la valeur perçue de chaque arbre est supérieure ou égale à son coût (70 euros), un copropriétaire est prêt à acquérir un arbre supplémentaire[18]. Dans l'exemple cinq arbres seront plantés[18]. Au delà du cinquième, chaque arbre coûte (70 euros) plus qu'il n'apporte[18]. Mais la valeur collective (celle des trois copropriétaires) va au delà du cinquième arbre[18]. Elle ne s'arrête que jusqu'au huitième[18]. En effet, pour les trois suivants, l'apport est de 65 * 3, soit 195 euros pour le sixième, il est de 60 * 3, soit 180 euros pour le septième et de 23 1/3 * 3, soit 70 euros pour le huitième[18]. Les deux autres restants ne sont pas collectivement avantageux[18]. Ils apportent à la collectivité moins qu'ils n'en coûtent[18]. Les valeurs sociales ou collectives du neuvième et du dixième arbre sont respectivement de 60 euros (20 * 3) et de 45 euros (15 * 3) alors que le coût de chacun est de 70 euros[18].

De telles situations peuvent être assez graves pour motiver des interventions publiques, lorsque les externalités négatives prennent trop d'importance, ou lorsqu'une action risque de disparaître faute de rentabilité propre alors qu'elle génère des externalités positives importantes. Le recours à la taxation est alors privilégié. Le fait de taxer des activités génératrices d'effets externes négatifs revient à corriger ces effets en provoquant l'internalisation des coûts externes dans le calcul économique des agents, et ainsi, à restaurer le système des coûts/bénéfices dans la formation du prix de marché.
Un exemple de taxation en matière de pollution est l'application du principe du pollueur-payeur.

### Thèse des économistes interventionnistes
En fournissant des services financés par le contribuable, et n'obéissant plus de fait aux contraintes du marché, l'État modifie l'allocation des ressources qui résulterait spontanément des mécanismes du marché. Dans ce cas la redistribution des revenus induite, crée des effets positifs envers les bénéficiaires et des effets négatifs sur les contribuables.[pas clair]

### Difficultés de l'intervention des pouvoirs publics
Les résultats concernant la façon dont la science économique appréhende les problèmes d'externalités appellent plusieurs commentaires :
- l'action publique a un coût, elle aussi. De même que des coûts de transactions trop élevés peuvent empêcher la compensation d'externalité, des coûts d'intervention trop élevés peuvent ruiner le bénéfice de l'intervention publique. La crainte des libéraux provient du fait que les coûts de l'intervention des pouvoirs publics pour mettre en place une allocation des ressources plus efficace peuvent être plus élevés que ceux générés par le marché libre[19] ;
- le préjudice que fait supporter une externalité négative est souvent difficile à évaluer : par exemple, comment évaluer le préjudice que constitue la pollution des mers ? Qui se trouve lésé ? Lorsque la partie lésée est bien identifiée et ses droits bien définis, il lui appartient légitimement de déterminer le dédommagement qu'elle souhaite pour tolérer l'externalité négative dans le cadre d'une négociation ; en revanche, en l'absence de propriétaire, il est difficile de trouver une instance à la légitimité suffisante pour fixer ce prix. Dans ces conditions, si on choisit par exemple d'appliquer une taxe, il y a bien des chances pour que son niveau soit plus déterminé par des considérations politico-fiscale (Combien les agents peuvent-ils tolérer ? Combien faut-il que ça rapporte ?) que par des considérations techniques (Quelle est la valeur de l'externalité ?).

Ce problème renvoie à la définition de la valeur d'échange : contrairement à la valeur de la récolte d'un champ, ou à la valeur d'un poisson pêché dans un fleuve, la valeur de la mer Méditerranée est difficilement appréciable. En plus de sa valeur d'usage (se baigner, pêcher des poissons, faire du bateau, etc.), elle possède une valeur d'option (anticipation de la valeur qu'elle pourrait avoir lors d'une utilisation future) mais également une valeur intrinsèque qui ne dépend pas de l'homme, laquelle est constituée d'une valeur de legs (utilité de transmettre ce bien aux générations futures), d'une valeur écologique (elle contribue à maintenir l'écosystème dont nous faisons partie en bonne santé) et enfin, d'une valeur d'existence qu'il nous est impossible d'apprécier. Ces deux dernières valeurs, plus que toutes les autres, échappent à la science économique. Il est donc impensable de juger du coût de l'externalité que représente une pollution de la mer Méditerranée.
Sauf à introduire un système de décision ne prenant pas en compte le seul critère économique. On peut par exemple demander aux populations dans quelle mesure elles préféreraient bénéficier des avantages de l'implantation de telle ou telle entreprise ou de pouvoir toujours se baigner… L'autre solution est d'introduire graduellement un système de taxation ou d'incitation fiscale (au départ faible puis ajusté avec le temps en fonction d'objectifs mesurables à atteindre, ce qui nécessite la mise en place d'instruments de mesure et des réévaluations des méthodes avec le temps) destiné à compenser le prix des efforts de préservation ou de remise en valeur du milieu, qui pourra ensuite profiter à la fois aux populations et aux différents acteurs économiques forcés ainsi à collaborer dans des termes acceptables par chaque partie.

### L'Entreprise plus responsable vis-à-vis des externalités
De nombreux travaux de recherche et dispositifs pratiques ont émergé ces dix dernières années pour comprendre comment les entreprises pouvaient faire face aux externalités négatives que la production et/ou consommation de leurs biens et/ou services pouvaient générer. Généralement regroupées sous le label de responsabilité sociale d'entreprise et de développement durable, ces démarches visent à trouver une vision alternative à l'intervention des pouvoirs publics et au laissez faire du marché pour traiter les externalités négatives.

Les externalités liées à l'activité de certaines entreprises multinationales sont abordées dans le film documentaire The Corporation.

## Solutions en présence d'externalités
Le concept d'externalités a trouvé un intérêt accru aux yeux des économistes de l'environnement, parce qu'il permet de formaliser le problème de pollution. Cette section discute des solutions proposées en présence d'externalités négatives principalement, en prenant le cas de deux entreprises, A et B. Si A est une usine de produits chimiques et que B est un agriculteur riverain, les émanations des cheminées de A sont susceptibles de rendre les cultures de B impropres à la consommation,.

### Laissez-faire
La solution du laissez-faire peut paraître triviale et inopérante, mais il ne faut pas s'arrêter à cette première impression.

Si l'on examine par exemple le cas des habitants d'une région située en dessous d'un couloir aérien, qui subissent les désagréments du passage d'avions, on peut faire deux observations sur cette externalité négative :
- pour l'ensemble de la société, et même pour spécifiquement la population concernée, la somme des externalités peut être jugée positive quand même, en dépit de l'élément négatif du survol (bonne santé économique de la région, etc.) ;
- on peut arguer que les externalités, positives comme négatives, sont internalisées par le marché sous forme du prix des logements et terrains dans la région. Seuls ceux qui résidaient là avant l'installation de l'aéroport sont fondés à se plaindre, pas ceux qui se sont installés après et donc en toute connaissance de cause.

### Fusion
C'est une solution simple : l'usine de produits chimiques de A rachète le champ de B. L'externalité est internalisée par A. A, restant seul, maximisera son profit global : il sera alors obligé de tenir compte de l'effet néfaste de sa production chimique sur sa production agricole. De manière naturelle, il sera conduit à trouver l'optimum de production (voir ci-après).

### Négociation
Si A et B parviennent à un accord, il n'est nul besoin d'une intervention extérieure, et ce quelle que soit la répartition des droits de propriété, selon le théorème de Coase. Ronald Coase (1960 ) a montré que les conditions pour qu'un tel accord soit possible sont assez restrictives. Il faut en effet que :
- les droits de propriété soient parfaitement définis (c'est le cas dans notre exemple entre A et B) ;
- les coûts de transaction entre pollueurs et pollués soient inférieurs aux bénéfices de l'entente ;
- la transaction soit plus favorable, à A comme à B, que le statu quo.

Lorsque les droits de propriété ne sont pas bien définis, cette solution ne fonctionne pas. Par exemple, une centrale électrique (thermique ou nucléaire) réchauffe l'eau d'un cours d'eau, ce qui modifie le biotope et la faune piscicole, mais en l'absence de propriétaire pour négocier cette externalité avec l'exploitant de la centrale aucun accord n'est possible. Inversement, si le fleuve appartient par exemple aux pêcheurs, la centrale devra arrêter de polluer (car en le faisant, elle porte atteinte à une propriété privée) ou, seulement si ceux-ci acceptent, dédommager les pêcheurs (ce qui revient pour eux à louer leur fleuve à des fins de pollution). Dans ce dernier cas, la centrale acceptera de payer jusqu'à ce que le bénéfice marginal d'un hectolitre d'eau chaude rejetée supplémentaire égalise le coût de l'externalité que les pêcheurs lui demanderont de payer pour ce faire (ce coût est supposé croissant avec les quantités d'eau chaude rejetées). La solution optimale sera une fois de plus atteinte (à condition que la centrale dispose des fonds nécessaires, évidemment).
Les coûts de transaction recouvrent les coûts de prospection (qui pollue ?), de négociation (trouver les termes d'une éventuelle entente), et d'exécution (veiller à l'application de l'accord). Il est à remarquer que si le fleuve appartient à la centrale, elle n'a pas à se soucier de l'avis des pêcheurs pour polluer ce qui est sa propriété privée.
Remarque : Si les coûts de transaction sont nuls et si les droits de propriété sont parfaitement définis, un accord remplissant les conditions de Coase sera toujours possible. Il n'est alors pas nécessaire de recourir à la justice ou à un réglementeur. Ce résultat théorique fut appelé « Théorème de Coase » par George Stigler en 1966. Néanmoins, l'hypothèse de coûts de transaction nuls ou faibles est extrêmement peu probable.

### Intervention des pouvoirs publics
Il existe de multiples situations où les solutions précédentes ne sont pas suffisantes (ou ne sont pas considérées comme admissibles) ; par exemple, en l'absence de droits de propriété (cas du réchauffement d'une rivière par exemple), ou lorsque l'externalité est diffuse, avec un montant faible par agent mais touchant un très grand nombre d'agents (ce qui rend impossible tant la fusion que la négociation).
Une intervention des pouvoirs publics est alors possible, sous certaines conditions, avec deux outils de base :
1. La norme ;
2. La taxe ou, inversement (pour une externalité positive), la subvention.

Ils peuvent être combinés, ce qui permet de produire des solutions plus sophistiquées, telle par exemple l'attribution payante de droits (combinaison de norme et de taxe) échangeables sur un marché, ou encore des systèmes à étages (taxe de niveau variable selon le niveau de l'indicateur de l'externalité : gratuite jusqu'à un premier palier, payante jusqu'à un second palier qu'il est interdit de franchir).
Dans certains cas on peut juger utile d'appliquer une norme ou une taxe différenciée : elle dépend de différentes caractéristiques de l'agent concerné, mais sans rapport direct avec l'externalité. On pourra par exemple être plus exigeant avec un agent plus prospère… ou moins influent. Le risque (ou l'objectif !) est d'introduire des privilèges ou des discriminations, que le système légal du pays tolère plus ou moins.

#### Taxe ou subvention
La notion de taxe visant à mener les pollueurs à internaliser les externalités est due à l'économiste britannique Arthur Cecil Pigou, d'où son nom de taxe pigouvienne. Il s'agit de mesurer le niveau de production du pollueur si celui-ci prenait en compte le coût de l'externalité :
Coût marginal privé + Coût marginal de l'externalité = Coût marginal social ; ou :
Coût moyen privé + Coût moyen de l'externalité = Coût moyen social.
La valeur du Coût de l'externalité correspondant à l'optimum social (c'est-à-dire au niveau Q*) fournit la valeur de la taxe pigouvienne à appliquer (ou, si l'externalité est positive, de la subvention à accorder), afin que la production corresponde à l'optimum social.
L'inconvénient de la taxe (respectivement : de la subvention) est que la production de l'externalité n'est pas limitée de façon absolue : il est possible que la cible ne soit pas atteinte (c.-à-d. l'externalité reste supérieure au plafond visé, ou bien inférieure au plancher), ou inversement qu'elle soit franchement dépassée (avec divers effets pervers, dont l'effet d'aubaine : si la subvention est versée pour une action qui aurait de toute façon eu lieu, cette dépense est en réalité sans effet). En revanche de l'autre côté, vu des agents, la récompense des efforts de réduction (resp. : d'augmentation) de la production de l'externalité est connue à l'avance des agents (sous forme de subvention ou de taxe évitée), ce qui leur permet d'arbitrer en toute connaissance entre leur effort sur la production et leur effort financier : l'investissement est précisément calibré au besoin.
Une taxe croissante est un moyen de passer progressivement d'une situation autorisée à une situation interdite : à partir d'un niveau de taxe suffisant la production est en pratique interdite.

#### Norme
Le principe consiste à fixer un plafond (pour une externalité négative) ou un plancher (pour une externalité positive) sur une variable représentative de l'externalité.
On fixera par exemple des limites à des niveaux de pollution, en volume (exemple : quantité maximale de SO2 produite par une industrie dans l'année) ou en proportion (exemple : limite de CO2 par km pour un véhicule). Ou, inversement, on exigera un minimum de production (par exemple, une quantité d'œuvres d'origine nationale sur un média).
La norme peut être individuelle (applicable séparément à chaque agent) ou collective (applicable à un ensemble d'agents solidairement responsables) ; dans ce dernier cas, on trouve fréquemment des systèmes de quotas, et parfois des systèmes de punition collective sous forme de taxation (ou de réduction de subventions).
La norme produit de forts effets de seuil : inopérante en deçà, très contraignante au-delà. Cela la rend relativement simple et peut faciliter son acceptation (tant que la proportion d'agents pour lesquels elle ne change rien ou ne réclame que peu d'efforts est importante), mais présente aussi des inconvénients : elle peut être très contraignante et excessivement coûteuse, donc difficile à faire adopter (si trop d'agents influents trouvent qu'ils auraient trop d'efforts à faire).
Lorsque la norme est traduite par des quotas échangeables (sur un marché de droit à polluer), leur prix est très variable :
- tant que globalement le plafond n'est pas dépassé, il ne sert à rien de se procurer des autorisations et on peut les céder sans inconvénients ; il n'y a peu ou pas d'acheteurs, qui offre des sommes faibles ; le prix des autorisations est quasi nul ;
- quand le plafond est dépassé, tout agent a intérêt à acheter des droits tant qu'il coutent moins cher que l'effort d'évitement qu'il peut envisager ; le prix des autorisations monte au niveau du coût d'évitement marginal de l'agent qui manque d'autorisations pour lequel l'évitement est le plus coûteux ;
- entre les deux, quand on s'approche du plafond, le niveau de prix fluctue fortement et présente les plus fortes variations, amplifiée par l'incertitude et les enchères pour se constituer un stock d'autorisation à hauteur du besoin (ou s'en débarrasser au meilleur prix).

L'incertitude et la volatilité sur les prix se traduit pour les agents par une incertitude sur les efforts à faire, qui peuvent alors être mal calibrés par les agents (en plus ou en moins) ; en revanche les pouvoirs publics ont une meilleure chance d'obtenir la réalisation d'une cible fixée à l'avance.

#### Marché des droits à polluer
Cette solution fut proposée pour la première fois par John Dales en 1968[réf. nécessaire]. Dans ce cadre, l'État fixe, en fonction des contraintes qu'il s'est choisies (traités internationaux, comme ceux du type du protocole de Kyoto par exemple), la quantité maximale de polluants qu'il souhaite émettre. Puis, il distribue ou vend des « droits à polluer » de façon « équitable » aux pollueurs. Les entreprises polluant moins que prévu par l'État (ou ayant dépollué) sont alors gagnantes : elles peuvent revendre ou louer leurs droits à polluer inutilisés à d'autres entreprises qui polluent plus que prévu, et perçoivent donc une récompense pour leur « civisme ». Symétriquement, les entreprises polluant plus sont perdantes, ce qui satisfait au principe pollueur-payeur.
La pollution devient d'autant plus chère que les pollueurs souhaitent polluer (par mécanisme de l'offre et de la demande de droits à polluer), tout en limitant la quantité effectivement émise à un niveau déterminé par l'État, correspondant au montant des droits émis.
Cette solution a l'avantage d'être moins coûteuse à l'État qui laisse au marché le soin de déterminer la répartition inter-entreprises de la pollution ; la méthode n'est cependant efficace que dans la mesure où d'une part les quotas sont effectivement une contrainte, d'autre part le prix à payer pour ajuster la production est en rapport avec le prix d'une unité de quota (pour qu'il existe effectivement des acheteurs, qui préfèrent acheter des quota plutôt qu'ajuster leur production, et des vendeurs, qui préfèrent ajuster leur production).